# Z-Radio
Z-Radio sände under början på 1990-talet ett morgonprogram via flera närradiostationer i Stockholmsområdet under namnet Frukostklubben. Sändningarna var, trots rådande reklamförbud i etermedia, just reklamfinansierade. Senare lanserades även eftermiddagssändningar som samsändes i tv under namnet ZTV och i radio som Z-Radio. Närradiostationer över hela landet fick möjlighet att distribuera programmen via sina frekvenser. Cia Berg, Sven Hallberg och Anders S Nilsson var Z-Radios och ZTV:s första programledare.
Innan Sveriges Radio startade sin P4-kanal så sändes även Z-Radio över Skåne med namnet Radio P4. Sändningsnamnet ändrades dock till Radio Z då SR startade sin P4-kanal. [källa behövs]
15 oktober 1993 började MTG sända Z-Radio i Stockholm på frekvensen 101,9 MHz. Kanalen hette en tid Z102, men bytte sedan tillbaka till Z-Radio. Den 5 maj 1995 bytte den namn till Sveriges Nya Radio P6, något som inte uppskattades av Sveriges Radio som gjorde rättsprocess av saken och vann.
1996 blev Z-Radio ersatt av Rix FM.